# Ludvig 3. af Thüringen
Ludvig 3. af Thüringen, også kendt som Ludvig den Fromme eller Ludvig den Milde (født 1151/52, død 16. oktober 1190 i det østlige Middelhav, nær Cypern) var en tysk adelsmand. Han var et medlem af Ludovingernes dynasti og var landgreve af Thüringen fra 1172 til sin død.
1. ↑  Navnet er anført på engelsk og stammer fra Wikidata hvor navnet endnu ikke findes på dansk.